# Hlîneana Balka, Șpola
Hlîneana Balka (în ucraineană Глиняна Балка) este un sat în comuna Antonivka din raionul Șpola, regiunea Cerkasî, Ucraina.

## Demografie
Componența lingvistică a localității Hlîneana Balka
     Ucraineană (89,86%)
     Belarusă (8,7%)
     Rusă (1,45%)
Conform recensământului din 2001, majoritatea populației localității Hlîneana Balka era vorbitoare de ucraineană (89,86%), existând în minoritate și vorbitori de belarusă (8,7%) și rusă (1,45%).